# Bleu argenté
Glaucopsyche lygdamus
Espèce
Le Bleu argenté (Glaucopsyche lygdamus) est une espèce d'insectes lépidoptères (papillons) de la famille des Lycaenidae, de la sous-famille des Polyommatinae, du genre Glaucopsyche.

## Dénominations

### Synonymes
Glaucopsyche  nittanyensis (F. Chermock, 1944), Polyommatus lygdamus (Doubleday, 1841), Glaucopsyche lygdamus boydi (Clark, 1948).

### Nom vernaculaire
Il se nomme en anglais Silvery Blue.

### Sous-espèces

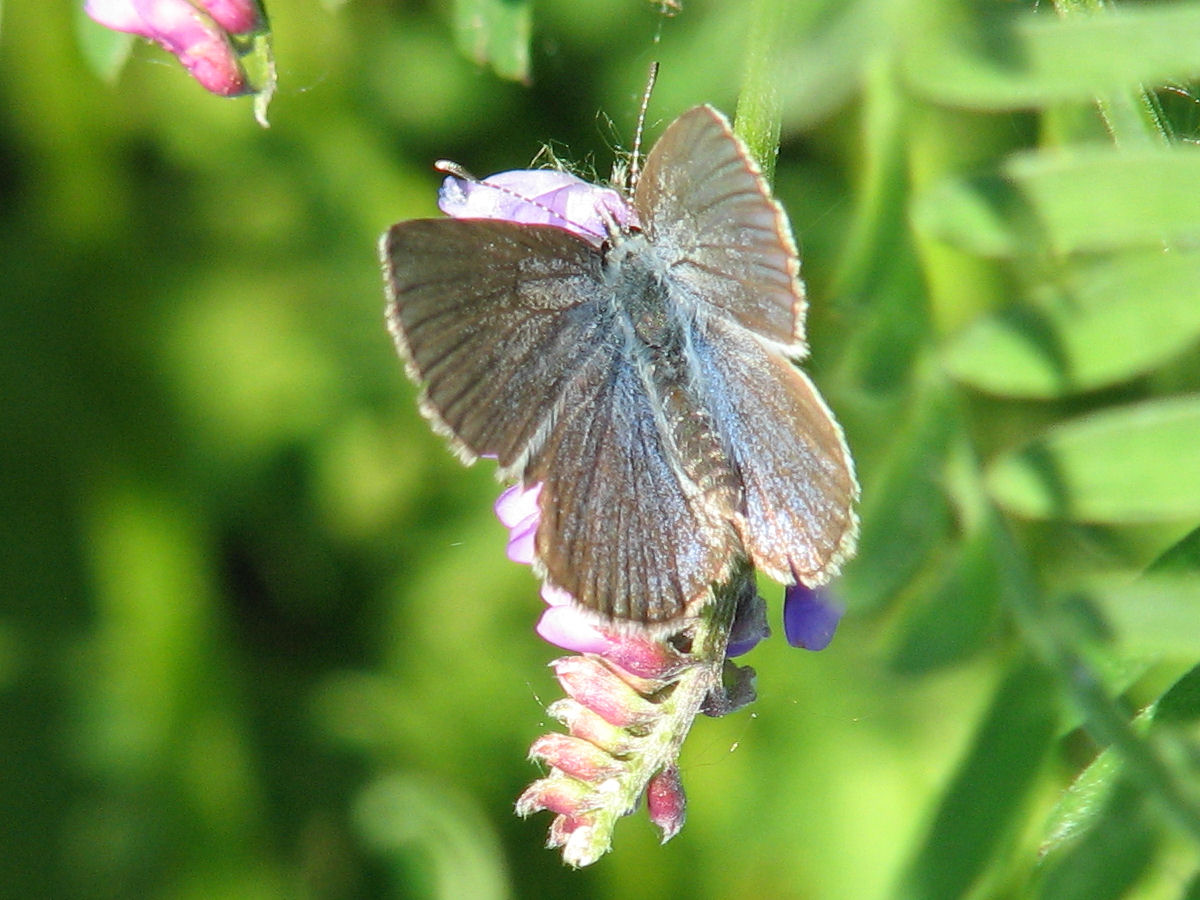
Glaucopsyche lygdamus couperii sur Vicia cracca, Ottawa, Ontario.

- Glaucopsyche lygdamus  lygdamus (Doubleday, 1841) dans l'est des États-Unis.
- Glaucopsyche lygdamus afra (Edwards, 1883).
- Glaucopsyche lygdamus arizonensis McDunnough, 1936 présent en Arizona.
- Glaucopsyche lygdamus columbia (Skinner, 1917).
- Glaucopsyche lygdamus couperi Grote, 1874 présent dans l'île d'Anticosti au Québec.
- Glaucopsyche lygdamus incognita Tilden, 1974 le Behr's Blue présent en Californie.
- Glaucopsyche lygdamus jacki Stallings et Turner, 1947.
- Glaucopsyche lygdamus maritima (Weeks, 1902) en Basse Californie.
- Glaucopsyche lygdamus mildredi Chermock, 1944.
- Glaucopsyche lygdamus orcus (Edwards, 1869) synonyme Glaucopsyche lygdamus  australis (F. Grinnell, 1917) en Californie.
- Glaucopsyche lygdamus oro Scudder, 1876.
- Glaucopsyche lygdamus palosverdesensis (Perkins et Emmel, 1977) en Californie[1].
- Glaucopsyche lygdamus xerces, sous-espèce ou espèce Glaucopsyche xerces, éteinte.

## Description
C'est un petit papillon dont la face supérieure est de coloration bleu clair  brillant bordée de gris, cette bordure est plus large chez les femelles. Son envergure varie entre 18 à 28 mm.
Le revers est gris beige pâle parsemé de bleu et orné d'une ligne de points noirs cernés de blanc sur les ailes antérieures et postérieures.

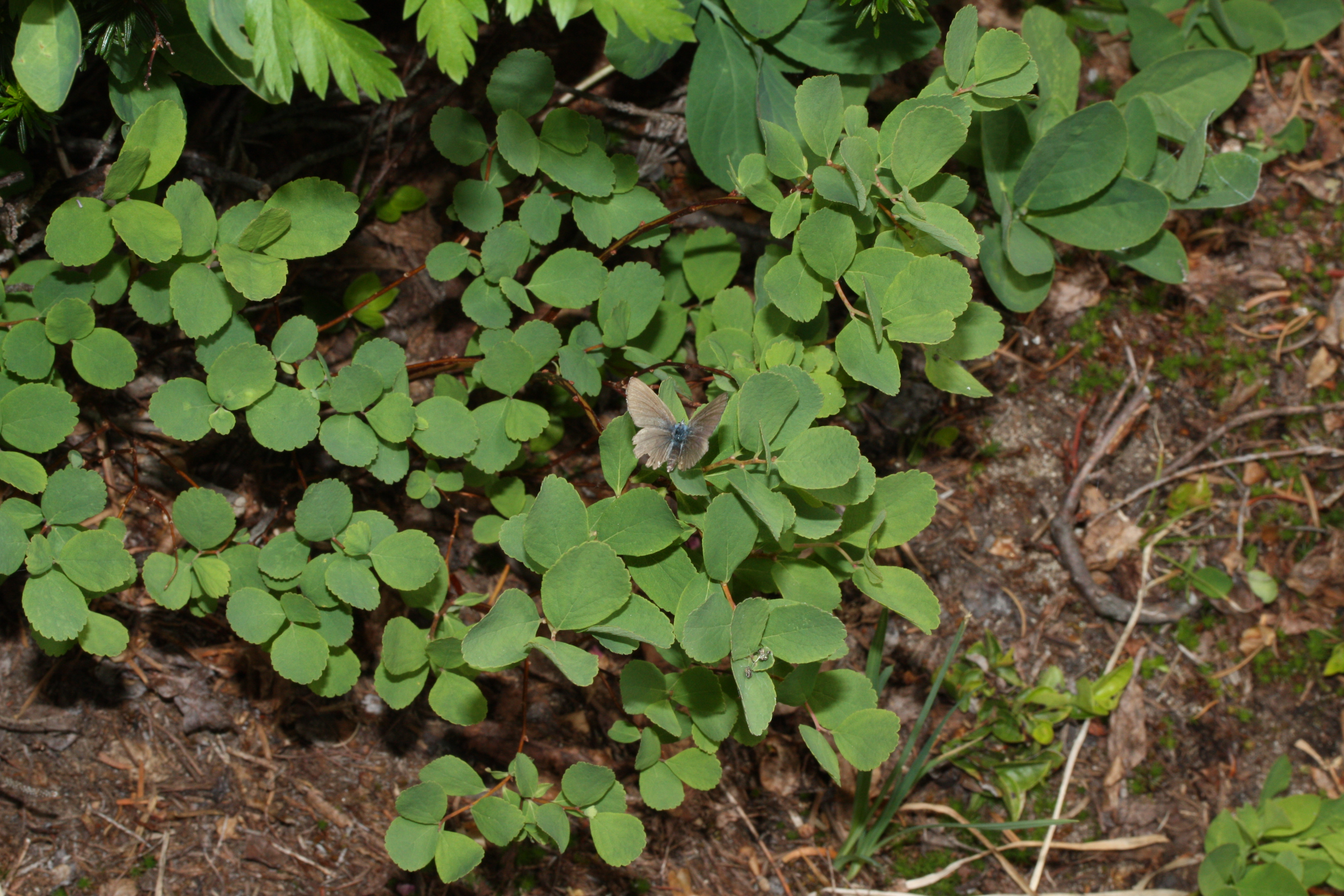
Glaucopsyche lygdamus le dessus

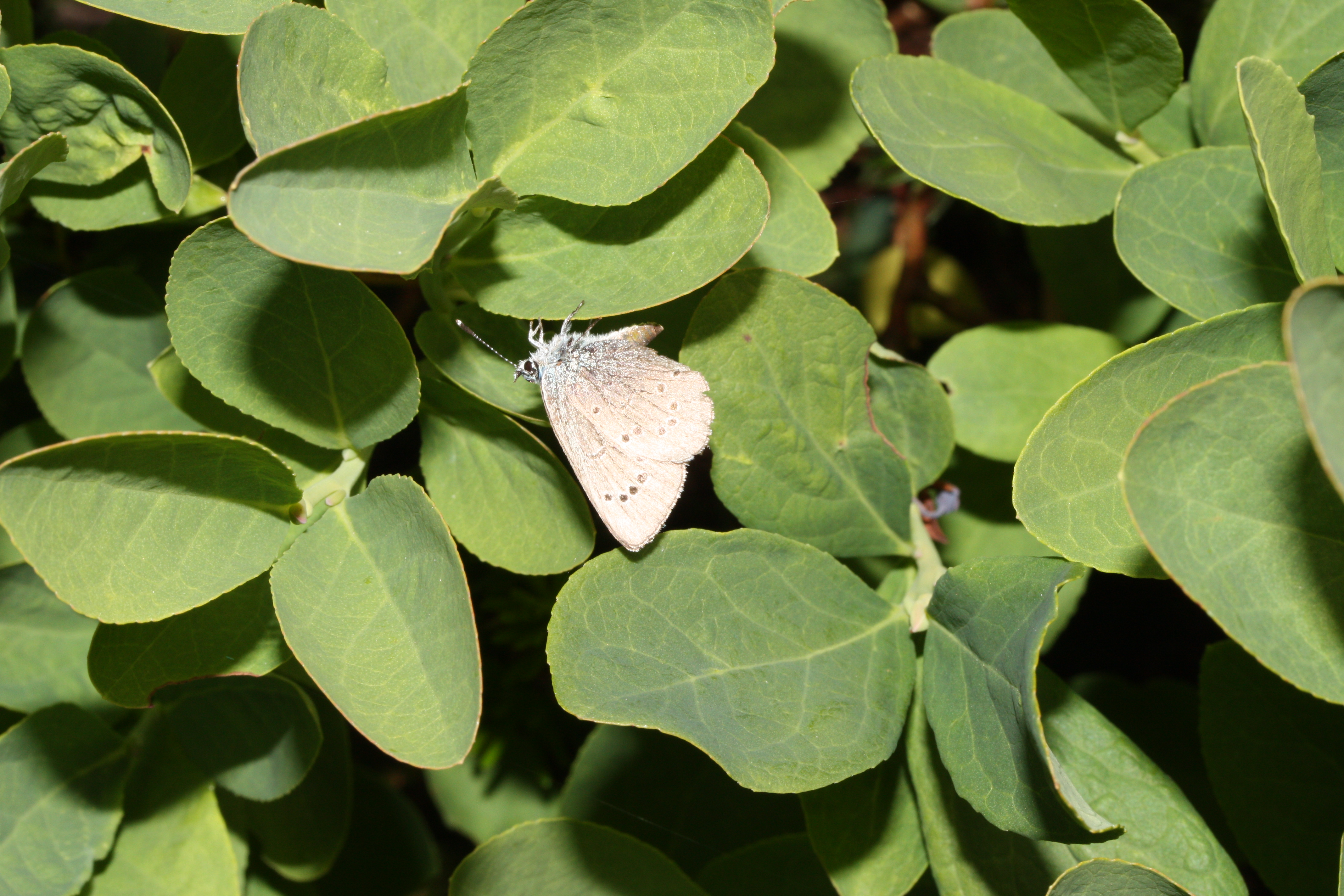
Glaucopsyche lygdamus le revers

## Biologie
La chenille, de couleur dépendant de sa nourriture, est prise en charge par des fourmis.

### Période de vol et hivernation
Il vole en une génération, de mai à juillet et de juin à août dans le nord de son aire de répartition (Terre-Neuve).
Il hiberne au stade nymphal.

### Plantes hôtes
Ses plantes hôtes sont diverses fabacées, mélilot, gesses, luzernes, lotiers

## Écologie et distribution
Il est présent dans presque toute l'Amérique du Nord, tout l'ouest et le centre des États-Unis et dans une grande partie du Canada jusqu’aux îles de l’Arctique au nord.

### Biotope
Son habitat est constitué de prairies fleuries et de bois clairs.